# Веттий Аквилин
Ве́ттий Аквили́н (лат. Vettius Aquilinus) — римский государственный деятель конца III века.

## Биография
Веттий Аквилин известен лишь из консульских фаст и надписей, каких-либо сведений о его карьере и биографии не сохранилось. Возможно, он был потомком Гая Веттия Аквилина. В 286 году Аквилин занимал должность ординарного консула. Его старшим коллегой был назначен Марк Юний Максим.
Его родственником скорее всего был христианский писатель Гай Веттий Аквилин Ювенк.